# Platymetopius singularis
Platymetopius singularis är en insektsart som beskrevs av Logvinenko 1969. Platymetopius singularis ingår i släktet Platymetopius och familjen dvärgstritar. Inga underarter finns listade i Catalogue of Life.